# Capela Nova
Capela Nova este un oraș în unitatea federativă Minas Gerais (MG), Brazilia.